# Otomops martiensseni
Otomops martiensseni är en fladdermusart som först beskrevs av Paul Matschie 1897.  Otomops martiensseni ingår i släktet Otomops och familjen veckläppade fladdermöss. IUCN kategoriserar arten globalt som nära hotad. Inga underarter finns listade i Catalogue of Life. Wilson & Reeder (2005) skiljer mellan två underarter. 

## Utseende
Denna fladdermus blir 88 till 109 mm lång (huvud och bål), har 61 till 74 mm långa underarmar och väger 26 till 47 g. Med en längd av cirka 40 mm är öronen påfallande stora. Mellan första och andra premolar i överkäken finns en klaff (diastema) vad som skiljer Otomops martiensseni från andra släktmedlemmar. Pälsens grundfärg är mörkbrun på ovansidan och ljusbrun till svartbrun på undersidan. Arten har ofta ett bredare vitaktigt band på nacken. Dessutom finns en tunn vit linje på kroppens sidor från axeln till knäleden. Kännetecknande för arten är dessutom en körtel på strupen som är täckt av en rund påse.

## Utbredning och habitat
Arten förekommer i Afrika söder om Sahara söderut till Angola, Zambia och norra Zimbabwe men den saknas i Kongobäckenet och i andra mycket fuktiga områden. En avskild population lever i sydöstra Sydafrika. Otomops martiensseni vistas i låglandet och i bergstrakter upp till 2900 meter över havet. Denna fladdermus lever i torra och måttlig fuktiga landskap. Den besöker även jordbruksmark och människans samhällen.

## Ekologi
Några populationer utför längre vandringar. Individerna vilar i grottor, i tunnlar, i trädens håligheter och i byggnader. Kolonin har omkring 30 eller några fler medlemmar.
Hos Otomops martiensseni förekommer en fortplantningstid per år och dräktiga honor dokumenterades mellan oktober och januari. Dräktigheten varar cirka tre månader och sedan föds en enda unge som i början är naken. Ungen stannar tillsammans med ungar från andra honor i gömstället. Individerna blir könsmogna när de väger omkring 25 g. Vikten uppnås av hanar efter ett år.
Denna fladdermus jagar med hjälp av ekolokalisering. Några av ljuden som används kan höras av människor.